# Arthur Beck Pardee
Arthur Beck Pardee (Chicago, 13 de julho de 1921 - 24 de fevereiro de 2019) foi um farmacologista e bioquímico estadunidense. Recebeu em 1960 o Prêmio Pfizer de Química de Enzimas.
Morreu 24 de fevereiro de 2019 aos 97 anos de idade.